# Kim Young-ha
Det här är en artikel om en person med koreanskt personnamn; Kim är familjenamnet.
Kim Young-ha, född 1968 i Hwacheon-gun, Sydkorea, är en sydkoreansk författare.
Hans första roman Jag har rätt att förstöra mig själv från 1996 blev mycket uppmärksammad och han har sedan dess givit ut en rad romaner, novellsamlingar och essäsamlingar. Han är översatt till ett femtontal språk och har tilldelats flera av de främsta litterära priserna i Sydkorea. På svenska utkom 2012 novellsamlingen Hur gick det för mannen som satt fast i hissen?.